# 6137 Johnfletcher
6137 Johnfletcher eller 1991 BY är en asteroid i huvudbältet som upptäcktes den 25 januari 1991 av de båda japanska astronomerna Takeshi Urata och Akira Natori vid JCPM Yakiimo Station. Den är uppkallad efter den brittiska amatörastronomen John Fletcher.
Asteroiden har en diameter på ungefär 30 kilometer.